# كيليان ألبرشت
كيليان ألبرشت (بالبلغارية: Килиан Албрехт)‏ (بالألمانية: Kilian Albrecht)‏ هو متزحلق جبال الألب بلغاري ونمساوي، ولد في 13 أبريل 1973 في Au, Vorarlberg ‏ في النمسا.

## وصلات خارجية
- كيليان ألبرشت على موقع الاتحاد الدولي للتزلج (التزلج على المنحدرات الثلجية) (الإنجليزية)
- كيليان ألبرشت على موقع أوليمبيديا (الإنجليزية)